# Идьма
Идьма — река в России, протекает по Тарногскому и Тотемскому районам Вологодской области. Устье реки находится в 35 км от устья Еденьги по левому берегу. Длина реки составляет 24 км.
Исток находится в болотах в 30 км к северу от Тотьмы и в 50 км к юго-западу от Тарногского Городка. Первые несколько километров река течёт по территории Тарногского района, затем по территории Тотемского района. Идьма течёт на юг через заболоченные леса. Населённых пунктов на реке нет, впадает в Еденьгу неподалёку от деревни Мосеево (Муниципальное образование «Пятовское»).

## Данные водного реестра
По данным государственного водного реестра России относится к Двинско-Печорскому бассейновому округу, водохозяйственный участок реки — Северная Двина от начала реки до впадения реки Вычегда, без рек Юг и Сухона (от истока до Кубенского гидроузла), речной подбассейн реки — Сухона. Речной бассейн реки — Северная Двина.
Код объекта в государственном водном реестре — 03020100312103000008299.